# Sansculottides
Los sansculottides (días de los sans-culottes), también llamados días complementarios, son los días adicionales que van después del último mes del año en el calendario republicano francés, que fue usado durante la revolución francesa, entre 1793 y 1805.
Los días complementarios varían entre cinco y seis (dependiendo de si el año republicano es bisiesto o no) y junto a los 12 meses de 30 días del calendario republicano, se aproximan al año tropical. Ocurren después del último día fructidor, que es el último mes del año, y preceden al primero de vendimiario.
A cada uno de los días complementarios se le asignó uno de los diez días de la semana republicana. Aunque los cinco días (o seis durante un año bisiesto) duran menos que una semana completa, el día primero de vendimiario siempre es primidí, saltándose así cuatro o cinco días de la última semana del año. Comienzan el 17 o 18 de septiembre, y terminan en el equinoccio de otoño, el 22 o 23 de septiembre.

## Historia
En el decreto del 5 de octubre de 1793 (le 14 du 1er mois de l'an II; después: le 14 Vendémiaire de l'an II) de la Convención Nacional los días siguientes al último mes del año fueron llamados días complementarios y numerados. Solamente el día bisiesto (día intercalado) recibió un nombre propio.
- 1. premier jour complémentaire — Primer día complementario
- 2. second jour complémentaire — Segundo día complementario
- 3. troisième jour complémentaire — Tercer día complementario
- 4. quatrième jour complémentaire — Cuarto día complementario
- 5. cinquième jour complémentaire — Quinto día complementario
- 6. jour de la Révolution — Día de la Revolución

El 24 de octubre del mismo año (3 de brumario), el poeta Fabre d'Églantine anunció su disgusto a los nombres que habían sido designados para los días, años y meses ("primer día del primer mes del primer año"). Sugirió nombres propios para los meses, los días y los días de la semana. Fue él quien propuso el nombre de sansculottides, junto con los nombres individuales de los días:
- 1. fête du génie — Celebración del ingenio
- 2. fête du travail — Celebración del trabajo
- 3. fête des actions — Celebración de las acciones
- 4. fête des récompenses — Celebración de las recompensas
- 5. fête de l’opinion — Celebración de la opinión
- 6. la Sans-culottide / la Sanculottide — (Traducción aproximada) "Festival de los sans-culottes" o "Festival de las masas".

D'Églantine dio también descripciones de lo que habría de celebrarse cada día.
La fête du génie deberá ser dedicada a los más preciados, y para la nación más útiles, logros de la mente humana que hayan sido consumados durante el último año.
La fête du travail deberá estar enfocada en la industria, el trabajo físico y la produccíon de cosas útiles.
Durante la fête des actions, buenas y beneficiosas políticas públicas deberán ser aplaudidas, incluso si han sido de beneficio sólo a individuos en vez de a la nación.
Durante la fête des récompenses, la gente deberá ser recompensada por sus meritos ejemplificaores de los mottos de los tres días anteriores.
Durante la fête de l’opinion, la gente deberá criticar a la administración sin miedo a ser castigada, en forma de canciones, caricaturas y discursos irónicos y sarcásticos. D'Énglantine dijo también: "Me atrevo a decir que este día hará que los servidores públicos hagan más su deber que incluso las leyes de Draco los habrían hecho hacer."
La Sanculottide, celebrada durante años bisiestos, deberá ser la celebración de la unidad nacional. Representantes de todas las partes del país deberán encontrarse en la capital y celebrar juntos.

El 24 de noviembre estas propuestas fueron aceptadas con modificaciones. Se decidió que el nombre sería escrito como fêtes Sansculotides (con una sola 't), aunque Sans-culotides y Sans-culottides también fueron usadas. La fête des actions fue movida al primer día y renombrada fête de la vertu (celebración de la virtud). La fête des récompenses fue hecha la última de las fechas, y el día bisiesto consiguió recuperar su antiguo nombre.
- 1. fête de la vertu — Celebración de la virtud
- 2. fête du génie — Celebración del ingenio
- 3. fête du travail — Celebración del trabajo
- 4. fête de l’opinion — Celebración de la opinión
- 5. fête des récompenses — Celebración de recompensas
- 6. fête de la Révolution — Celebración de la Revolución

El 24 de agosto de 1795 (7 de fructidor del año 3), los Sansculottides fueron renombrados nuevamente jours complémentaires (días complementarios). La fête du travail fue también conocida como la fête du labour. La fête de l'opinion fue también llamada fête de l'option (celebración de las opciones, o de la capacidad de elegir) y también fête de la raison (celebración de la razón).
Una traducción vasca del calendario republicano de 1799 llama a los días ethagail-legun, bethagail-bigun,... ("primidí complementario", "duodí complementario",...).
|  | I. | II. | IV. | V. | VI. |

| Septiembre | 1793 | 1794 | 1796 | 1797 | 1798 |

|  | I. | II. | IV. | V. | VI. |

| Septiembre | 1793 | 1794 | 1796 | 1797 | 1798 |

|  | III. | VII. |  |  |  |

| Septiembre | 1795 | 1799 |  |  |  |

|  | III. | VII. |  |  |  |

| Septiembre | 1795 | 1799 |  |  |  |

|  | VIII. | IX. | X. | XII. | XIII. |

| Septiembre | 1800 | 1801 | 1802 | 1804 | 1805 |

|  | VIII. | IX. | X. | XII. | XIII. |

| Septiembre | 1800 | 1801 | 1802 | 1804 | 1805 |

|  | XI. |

| Septiembre | 1803 |  |  |  |  |

|  | XI. |

| Septiembre | 1803 |  |  |  |  |

|  | I. | II. | IV. | V. | VI. |

| Septiembre | 1793 | 1794 | 1796 | 1797 | 1798 |

|  | I. | II. | IV. | V. | VI. |

| Septiembre | 1793 | 1794 | 1796 | 1797 | 1798 |

|  | III. | VII. |  |  |  |

| Septiembre | 1795 | 1799 |  |  |  |

|  | III. | VII. |  |  |  |

| Septiembre | 1795 | 1799 |  |  |  |

|  | VIII. | IX. | X. | XII. | XIII. |

| Septiembre | 1800 | 1801 | 1802 | 1804 | 1805 |

|  | VIII. | IX. | X. | XII. | XIII. |

| Septiembre | 1800 | 1801 | 1802 | 1804 | 1805 |

|  | XI. |

| Septiembre | 1803 |  |  |  |  |

|  | XI. |

| Septiembre | 1803 |  |  |  |  |